# تاریخ یهودیان در لسوتو
تاریخ یهودیان در لسوتو با جامعهٔ یهودیان در کشور همسایه، آفریقای جنوبی، پیوند نزدیکی دارد. جامعهٔ یهودیان لسوتو بسیار کوچک است.

## تاریخچه
تاریخ حضور یهودیان در لسوتو به جنگ دوم بوئر در سال‌های ۱۸۶۴ تا ۱۸۶۵ بازمی‌گردد، زمانی که یک مهاجر یهودی-آلمانی به نام «موریس لِویزور» در کنار نیروهای ایالت آزاد اورنج که به لسوتو (در آن زمان باسوتولند) حمله کرده بودند، جنگید. در دوران استعمار لسوتو، برخی از یهودیان اروپایی در این کشور ساکن شدند. پس از جنگ جهانی دوم، پناهجویان یهودی که از اروپا تحت سلطه نازی‌ها گریخته بودند، به‌طور موقت باعث افزایش جمعیت یهودیان در لسوتو شدند. با این حال، از آن زمان تاکنون، بیشتر یهودیانی که در لسوتو زندگی کرده‌اند، با اهداف تجاری و به‌صورت موقت در این کشور اقامت داشته‌اند. با وجود جمعیت اندک، در سال ۱۹۹۹ جامعهٔ یهودی لسوتو نماینده‌ای را به کنفرانس کنگره یهودیان کشورهای مشترک‌المنافع در لندن اعزام کرد.
کنگره جهانی یهودیان گزارش داده‌است که تنها تعداد اندکی از یهودیان لسوتو عضو جامعهٔ یهودیان این کشور هستند که به این نهاد جهانی وابسته است. تقریباً تمامی یهودیان لسوتو در ماسرو، پایتخت کشور، زندگی می‌کنند.
در سال ۲۰۰۵، لتسی سوم، پادشاه لسوتو، هیئتی از کنگره یهودیان آفریقا را در کاخ سلطنتی خود در ماسرو پذیرا شد. این کنگره که زیر نظر شورای نمایندگان یهودیان آفریقای جنوبی فعالیت می‌کند، به‌عنوان نهاد هماهنگ‌کننده جوامع یهودی در جنوب آفریقا عمل می‌کند. این هیئت شامل خاخام موشه سیلبرافت، رهبر معنوی کنگره، و «یهودا دانزیگر»، ساکن باسابقه ماسرو بود.
بر اساس گزارشی در سال ۲۰۲۰ از سوی وزارت امور خارجه ایالات متحده آمریکا، لسوتو دارای جامعه‌ای کوچک از یهودیان بوده‌است و هیچ موردی از یهودستیزی گزارش نشده‌است.